# Tchadailurus
Tchadailurus es un género de félido macairodontino que vivió a finales del Mioceno en Chad, África. 

## Etimología
El nombre del género Tchadailurus proviene de Chad, el país donde se encontraron los fósiles originales, y del griego -ailurus, que significa gato. El nombre de la especie adei proviene de la palabra "pequeño" en Goran, un idioma local.

## Taxonomía
Tchadailurus adei se describió basándose en fósiles encontrados en 2018 en una localidad fechada en el Mioceno tardío en Chad. Se colocó en la subfamilia Machairodontinae debido a que tenía características dentales similares a las de los gatos dientes de sable posteriores, pero las características relativamente primitivas y la edad de los fósiles hicieron imposible asignar la especie a una tribu específica.

## Descripción
Tchadailurus se describió en base a un único espécimen que consistía en un cráneo y un esqueleto parciales (incluidas varias vértebras y partes de las piernas y las patas), probablemente de un solo individuo. De tamaño similar al de un lince, Tchadailurus adei tenía una cola más larga y los caninos "aplanados" característicos de los macairodontinos.
Las características primitivas de Tchadailurus adei indican que podría ser ancestro de linajes posteriores de macairodontinos.

## Paleoecología
En el desierto Djurab en el norte de Chad en África central, Tchadailurus parece haber vivido junto a los también macairodontinos Lokotunjailurus, Amphimachairodus y los primeros representantes del género Megantereon, así como otras cuatro especies de felinos. Además de estos otros gatos, animales como cocodrilos, caballos de tres dedos, peces, monos, hipopótamos, osos hormigueros, tortugas, roedores, jirafas, serpientes, antílopes, cerdos, mangostas, zorros, hienas, nutrias, tejones de miel y el homínido Sahelanthropus habitaban aquí, proporcionando abundante comida. Sobre la base de estos y otros fósiles, se teoriza que Djurab fue una vez la orilla de un lago, generalmente boscoso cerca de las aguas con áreas similares a sabanas a cierta distancia. La gran cantidad de especies de félidos en el medio ambiente indica que había un espacio significativo y nichos disponibles para que coexistieran múltiples especies de grandes felinos.